# Lego Batman: The Videogame
Lego Batman: The Videogame — компьютерная игра в жанре приключенческой аркады, разработанная компанией Traveller's Tales и издана Warner Bros. для персональных компьютеров под Windows и Mac OS X, и игровых приставок Xbox 360, PlayStation 2, PlayStation 3, PlayStation Portable, Nintendo DS и Wii. Игра основана на комиксах про Бэтмена и серии конструктора «Lego Batman», которая также занимается маркетингом и финансовыми аспектами игры. Выход состоялся 23 сентября 2008 года на территории США и на территории России 13 ноября 2008 года полностью локализованная.
Игра похожа на предыдущие игры Lego, разработанные Traveller’s Tales, такие как серия Lego Star Wars и Lego Indiana Jones: The Original Adventures, тем, что это игра, основанная на лицензии, и в ней есть окружение, объекты и существа, сделанные из конструктора Lego. Однако Lego Batman — первая игра серии Lego с оригинальным сюжетом. Игра получила положительные отзывы и породила два продолжения: Lego Batman 2: DC Super Heroes и Lego Batman 3: Beyond Gotham, а также спин-офф Lego DC Super-Villains, посвящённый только злодеям.

## Игровой процесс
Основной игровой процесс Lego Batman похож на процесс предыдущих видеоигр Lego, таких как Lego Indiana Jones: The Original Adventures и серии Lego Star Wars. Игрок управляет любым из множества персонажей с видом от третьего лица, в основном сражаясь с врагами, решая головоломки и собирая «шпильки» Лего — валюту игры. Использование комбинаций атак в бою увеличивает количество заработанных шпилек. Действие игры происходит в Готэм-Сити, окружение в основном реалистичное; из кирпичиков Лего сделаны только интерактивные объекты. Время от времени игроки должны собирать объекты конструктора Лего, чтобы пройти дальше по уровню, преодолеть препятствия или разблокировать новые костюмы. Игроки могут сражаться на суше, на море и в воздухе, используя ряд управляемых персонажем транспортных средств, включая Бэтмобиль, Бэтлодку и Бэткрыло. Новые приёмы серии, впервые представленные в игре Lego Indiana Jones: The Original Adventures, присутствуют и в этой игре. Новые способности, доступные в этой игре, включают подбирание и переноску врагов и хождение по натянутым тросам между зданиями. В кооперативном режиме могут играть до двух игроков, за исключением версии для PSP, в которой этот режим отсутствует.

## Сюжет
Игра начинается с того, что Джокер, Загадочник и Пингвин устраивают побег из Лечебницы Аркхем, прихватив с собой множество заклятых врагов Бэтмена и Робина — Глиноликого, Мистера Фриза, Двуликого, Ядовитого Плюща, Женщину-кошку, Безумного Шляпника, Крока-убийцу, Харли Куинн, Мэн-Бэта, Бэйна, Пугало и Мотылька-убийцы.
Комиссар Джеймс Гордон и полиция Готэм-сити пытаются остановить опасных преступников, но злодеи оказываются слишком серьёзной проблемой. Гордон активирует Бэт-сигнал, вызывая отважных защитников города.
С этого момента игра предоставляет возможность выбрать компанию героев и злодеев, с которых можно начать историю — «Месть Загадочника», «Спятивший Пингвин» и «Возвращение Джокера», а завершается всё только тогда, когда все супер-злодеи окажутся за решёткой в Лечебнице Аркхэм.

## Отзывы и критика
| Сводный рейтинг       | Сводный рейтинг                                                                               |
| Агрегатор             | Оценка                                                                                        |
| --------------------- | --------------------------------------------------------------------------------------------- |
| GameRankings          | 81,42 % (ПК) 76,90 % (X360) 75,92 % (PS3) 75 % (PS2) 73,90 % (Wii) 73,13 % (DS) 72,25 % (PSP) |
| Metacritic            | 80/100 (ПК) 76/100 (Xbox 360) 75/100 (PS3) 74/100 (Wii) 73/100 (PSP) 72/100 (DS)              |
| Иноязычные издания    |                                                                                               |
| Издание               | Оценка                                                                                        |
| 1UP.com               | C                                                                                             |
| GameSpot              | 6,5/10                                                                                        |
| IGN                   | 7,7/10                                                                                        |
| PC Gamer (US)         | 88 %                                                                                          |
| X-Play                | 4/5                                                                                           |
| Русскоязычные издания |                                                                                               |
| Издание               | Оценка                                                                                        |
| Absolute Games        | 68 %                                                                                          |
| «Игромания»           | 6,0/10                                                                                        |
| «Страна игр»          | 7,5/10                                                                                        |

### Награды
- 2008 — Лучшая игра для детей на церемонии Children’s BAFTA Award[29]

## Продолжения
- Сиквел Lego Batman 2: DC Super Heroes был анонсирован Warner Bros, разработчик — Traveller’s Tales. Релиз состоялся в 2012. Особенностью игры было то, что помимо персонажей из вселенной Бэтмана, были ещё и супергерои DC.
- Продолжение второй части под названием Lego Batman 3: Beyond Gotham было анонсировано осенью 2014 года. Выход состоялся в ноябре 2014 года. Третья часть серии продолжает объединять в себе героев DC Comics[30].
- Продолжение трилогии Lego DC Super-Villains, рассказывающее об исчезновении Лиги Справедливости и спасении мира уже супер-злодеями, вышло 16-го октября 2018-го года.